# Gnas
Gnas osztrák mezőváros Stájerország Délkelet-stájerországi járásában. 2017 januárjában 6079 lakosa volt. 

## Elhelyezkedése

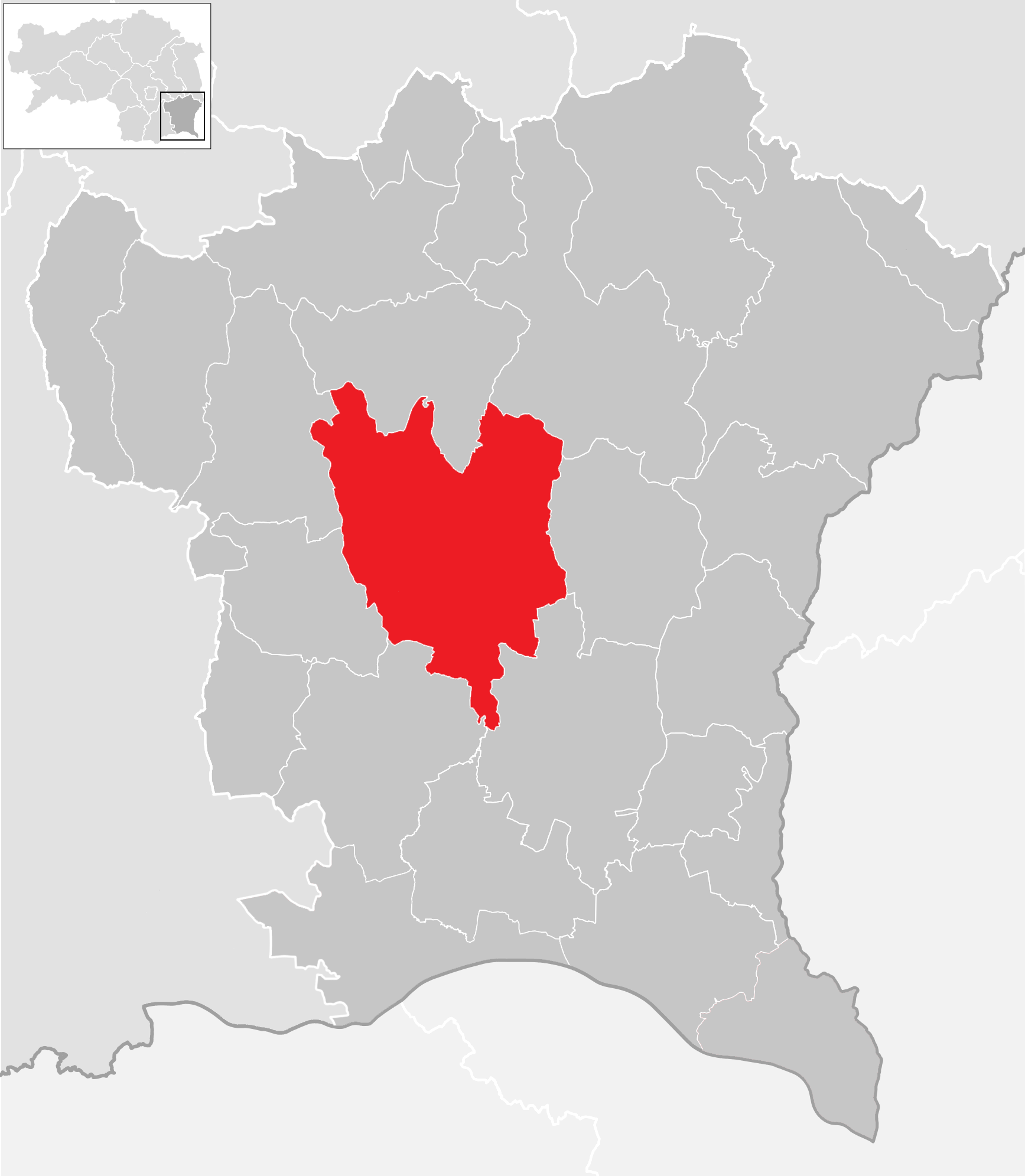
Gnas a Délkelet-stájerországi járásban

Gnas a Kelet-Stájerország régióban, a Kelet-stájer dombságon fekszik, kb. 38 km-re délkeletre Graztól. Az önkormányzat 14 katasztrális községben 27 települést egyesít: Aug (85 lakos), Badenbrunn (96), Baumgarten (183), Burgfried (536), Ebersdorf (224), Fischa (100), Glatzental (145), Gnas (770), Grabersdorf (346), Hirsdorf (152), Höf (70), Katzelsdorf (46), Katzendorf (205), Kinsdorf (103), Kohlberg (301), Ludersdorf (77), Maierdorf (138), Oberauersbach (82), Obergnas (314), Pernreith (121), Poppendorf (281), Radisch (182), Raning (513), Thien (267), Trössing (269), Unterauersbach (218), Wörth (262).
A környező önkormányzatok: északra Paldau, északkeletre Feldbach, keletre Bad Gleichenberg, délkeletre Straden, délnyugatra Sankt Peter am Ottersbach, nyugatra Jagerberg, északnyugatra Sankt Stefan im Rosental.

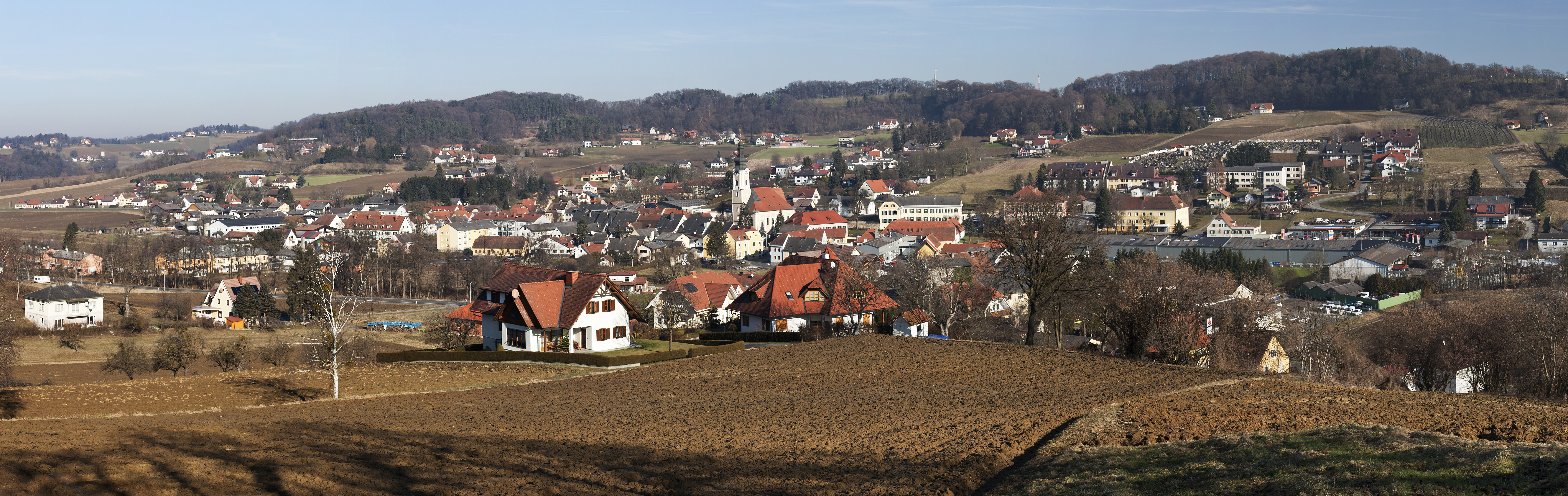
Gnas látképe

## Története

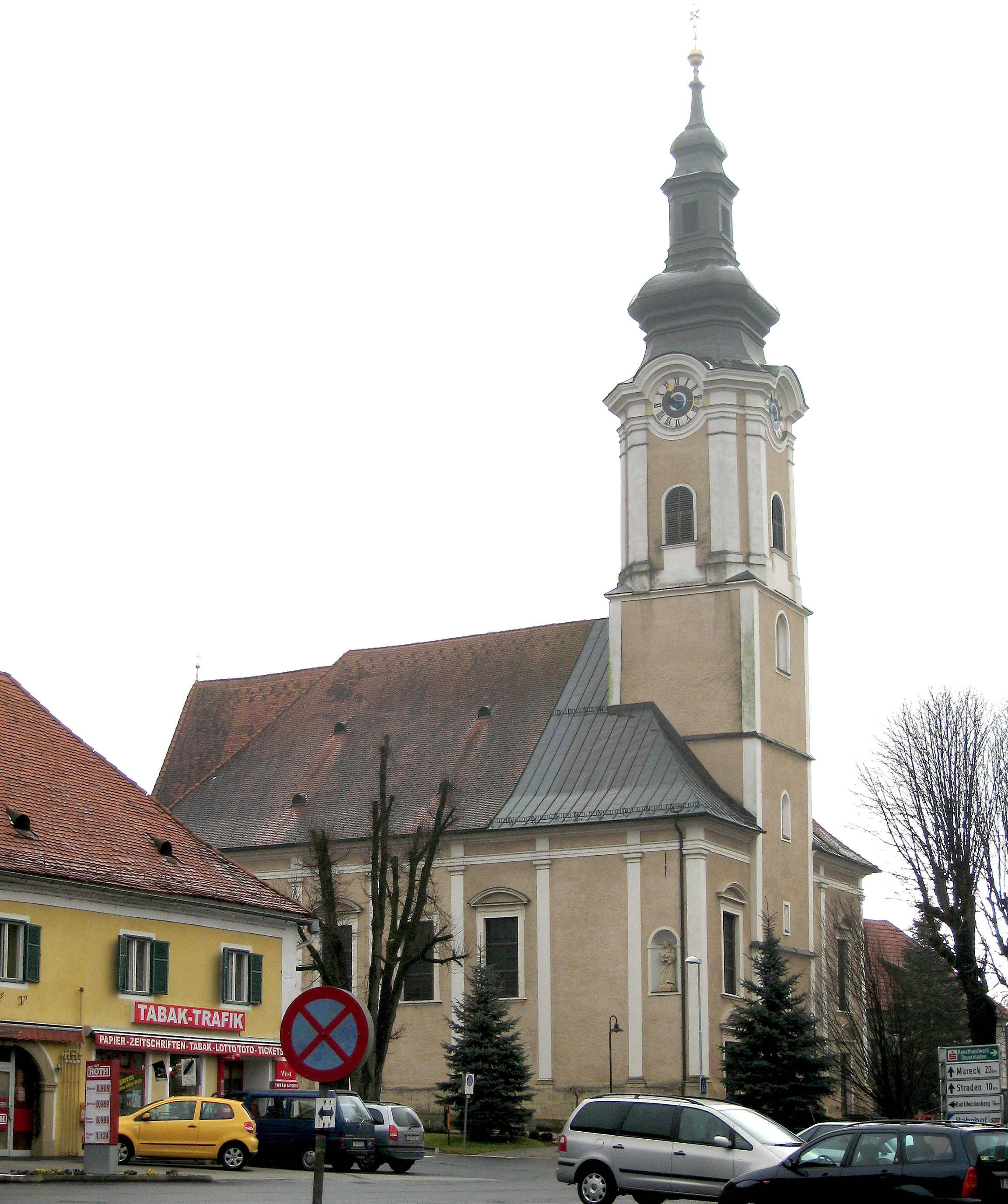
A Szűz Mária-templom

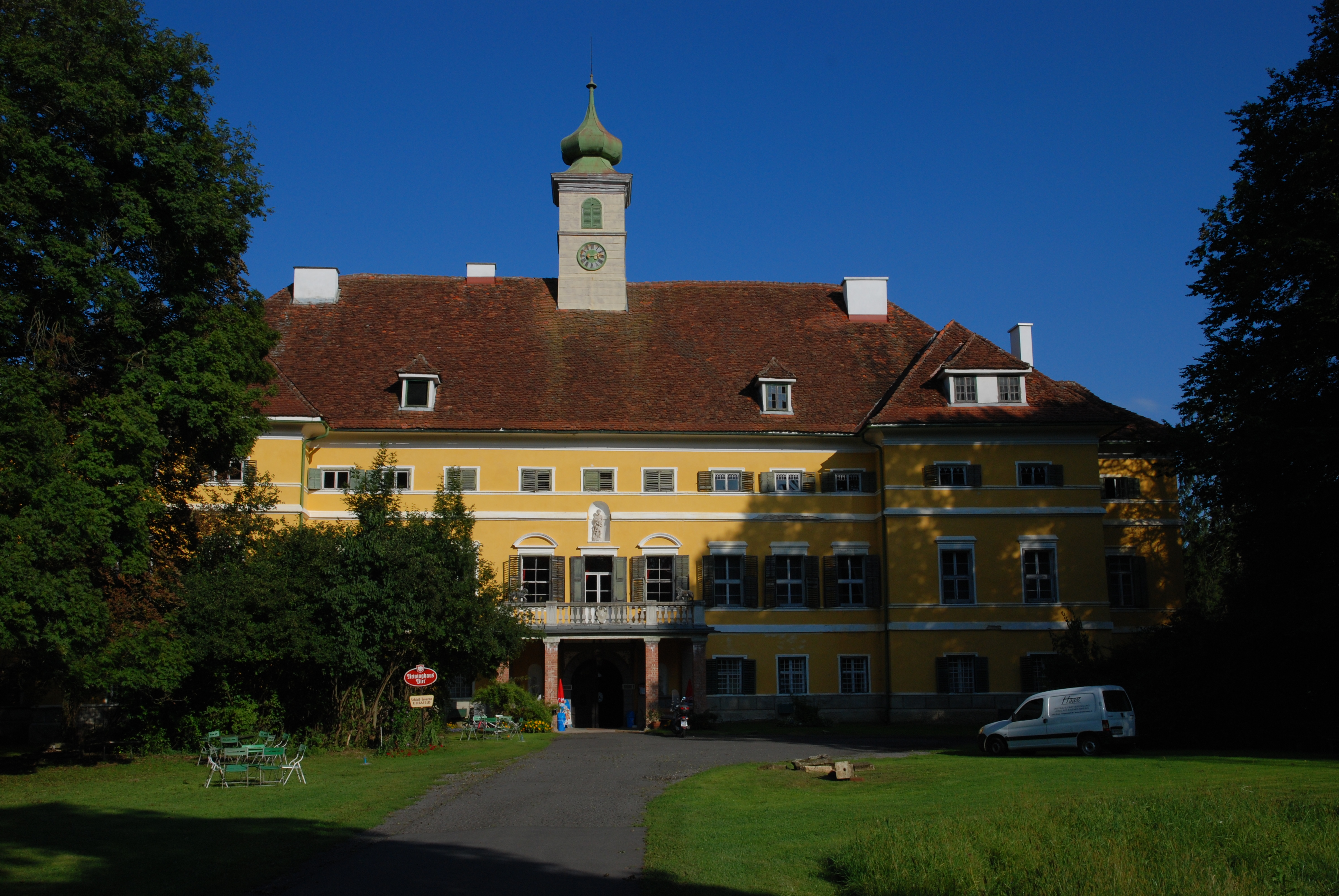
A poppendorfi kastély

Gnas területe már a római idők is előtt is szórványosan lakott volt, erről árulkodnak a halomsírok és a bennük talált tárgyak (szögek, sarlók, karddarabok). A római hatásról üvegtárgyak és pénzérmék tanúskodnak. Időszámításunk kezdetén a kelták lakta Noricum királyságát a Római Birodalomhoz csatolták. A népvándorlás végén szlávok telepedtek meg a térségben, számos helynév szláv eredetű (többek között maga Gnas is; knez-fejedelem). 800 után megkezdődött a bajorok betelepedése, de 900 körül a magyar támadások miatt a régió elnéptelenedett, csak a 955-ös augsburgi csata után vált eléggé biztonságossá ahhoz, hogy ismét benépesülhessen. 
A településen átfolyó Gnasbach patak első említése egy 891-es adománylevélből származik (mint "Knesaha"), amelyben Arnulf király Dietmar salzburgi érseknek adta a patakmenti birtokot. Településként először 1229-ben esik róla szó, mint "Forum Gnaese", vagyis ekkor már vásárjoggal bíró mezőváros volt. Ugyanekkor említik a papját, vagyis ekkor már temploma is volt. 1365-ben már önálló egyházközség. Mai címerét I. Ferdinánd adományozta neki 1552-ben, miután a régi címert tartalmazó okirat egy tűzvészben elpusztult. A kék farkas a város akkori tulajdonosaira, a Reichenburgerekre utal. 
A magyar határvidéken fekvő település sokszor szembesült idegen seregekkel, ezért a templom körül erődöt, Tabort építettek, ahová a lakosok háború esetén menekülhettek, és egyik tornyában rendezték be az első városházát is. A 17-18. században törökök, spanyol és olasz zsoldosok, valamint kurucok fosztogatták a vidéket. 1709-ben a gnasiak megfutamítottak egy kuruc csapatot, ennek a csatának az emlékműve ma a vasúti átjárónál látható.  
1822-ben egy nyolc napig tomboló tűzvész 55 házat elpusztított, de a templom megmenekült. Gnas iskolájáról először 1676-ban történik említés; 1804-ben 49 diák látogatta az intézményt.  
A második világháború végén a Vörös Hadsereg közeledtével Gnas lakossága nyugatra menekült, így a bevonuló szovjet és jugoszláv katonák akadály nélkül fosztogathattak. A békekötés után a térség a brit megszállási zónába került.  
A 2015-ös stájerországi közigazgatási reform során a szomszédos Aug-Radisch, Baumgarten bei Gnas, Grabersdorf, Maierdorf, Poppendorf, Raning, Trössing, Unterauersbach és Kohlberg egy részét egyesítették Gnas önkormányzatával. 

## Lakosság
A gnasi önkormányzat területén 2017 januárjában 6079 fő élt. A lakosságszám 1981 óta (akkor 6548 fő) csökkenő tendenciát mutat. 2015-ben a helybeliek 98,1%-a volt osztrák állampolgár; a külföldiek közül 0,6% a régi (2004 előtti), 0,8% az új EU-tagállamokból érkezett. 2001-ben a lakosok 97,2%-a római katolikusnak, 0,5% evangélikusnak, 0,9% muszlimnak, 0,5% pedig felekezet nélkülinek vallotta magát. Ugyanekkor egy magyar élt a mezővárosban.

## Látnivalók
- a Szűz Mária-plébániatemplom
- a poppendorfi kastély
- az 1678-as Mária-oszlop a főtéren
- a kálváriakápolna
- a műemlék Grieshof
- az 1880-as általános iskola

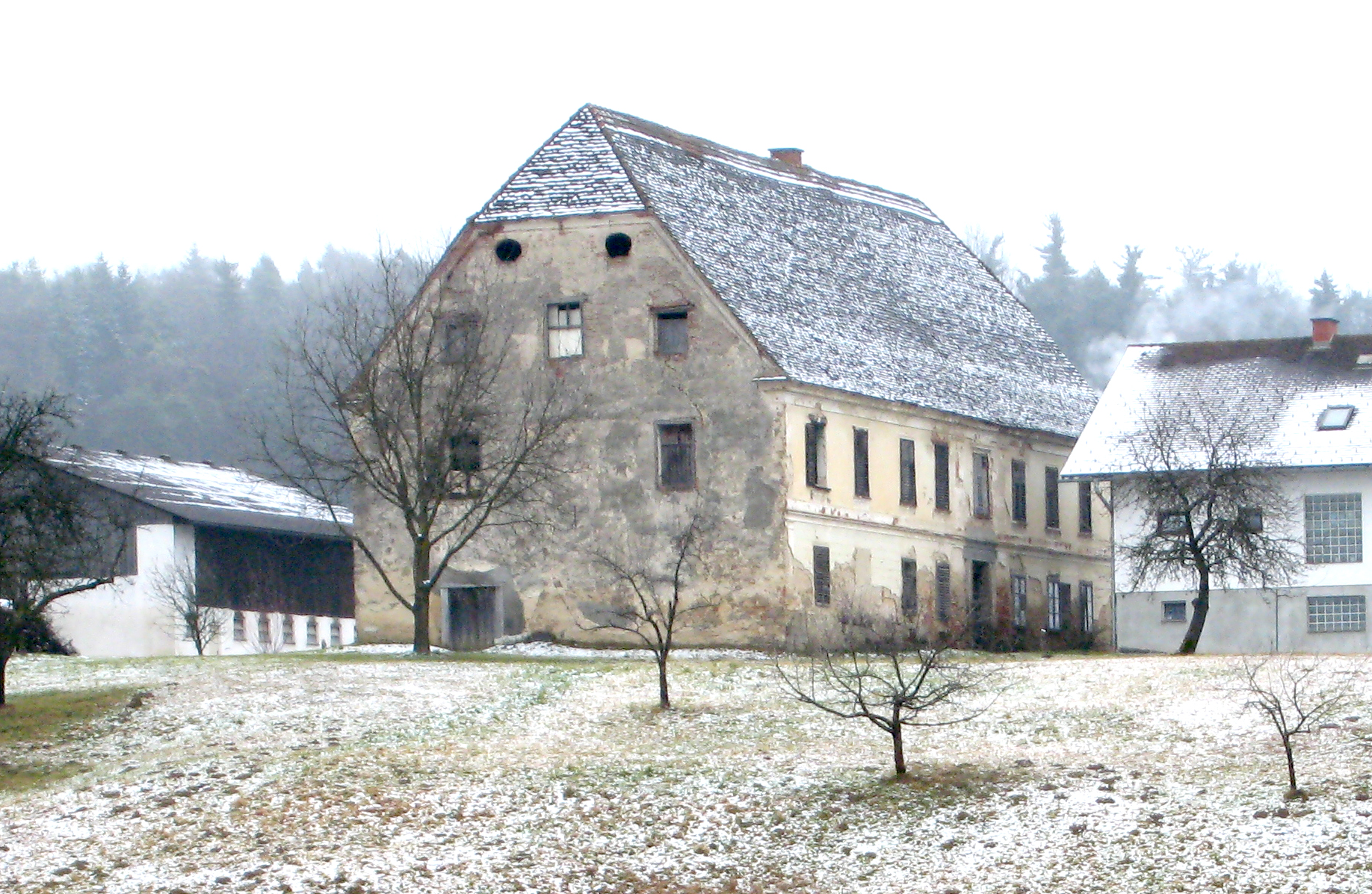
A Grieshof

- a volt általános iskola, ma zeneiskola épülete

## Híres gnasiak
- Anja Plaschg (1990-) énekes, dalszerző, művésznevén Soap&Skin

## Fordítás
- Ez a szócikk részben vagy egészben  a   Gnas című német Wikipédia-szócikk ezen változatának fordításán alapul.  Az eredeti cikk szerkesztőit annak laptörténete sorolja fel. Ez a jelzés csupán a megfogalmazás eredetét és a szerzői jogokat jelzi, nem szolgál a cikkben szereplő információk forrásmegjelöléseként.